# 埃德蒙·路易·亚历克西·迪布瓦-克朗塞
埃德蒙·路易·亚历克西·迪布瓦-克朗塞（法語：Edmond Louis Alexis Dubois-Crancé，法語發音：[ɛdmɔ̃ lwi alɛksi dybwa kʁɑ̃se]，1747年10月14日—1814年6月28日），法国政治人物，法国大革命时期的将军。